# Lyminge
Lyminge es una parroquia civil y un pueblo del distrito de Folkestone and Hythe, en el condado de Kent (Inglaterra).

## Geografía
Según la Oficina Nacional de Estadística británica, Lyminge tiene una superficie de 16,32 km².

## Demografía
Según el censo de 2001, Lyminge tenía 2688 habitantes (46,99% varones, 53,01% mujeres) y una densidad de población de 164,71 hab/km². El 17,34% eran menores de 16 años, el 70,83% tenían entre 16 y 74 y el 11,83% eran mayores de 74. La media de edad era de 44,46 años. Del total de habitantes con 16 o más años, el 20,03% estaban solteros, el 61,21% casados y el 18,77% divorciados o viudos.
El 95,28% de los habitantes eran originarios del Reino Unido. El resto de países europeos englobaban al 1,9% de la población, mientras que el 2,83% había nacido en cualquier otro lugar. Según su grupo étnico, el 98,55% eran blancos, el 0,89% mestizos, el 0,11% negros, el 0,26% chinos y el 0,19% de cualquier otro salvo asiáticos. El cristianismo era profesado por el 80,77%, el budismo por el 0,15%, el judaísmo por el 0,11% y cualquier otra religión, salvo el hinduismo, el islam y el sijismo, por el 0,26%. El 12,76% no eran religiosos y el 5,95% no marcaron ninguna opción en el censo.
1263 habitantes eran económicamente activos, 1224 de ellos (96,91%) empleados y 39 (3,09%) desempleados. Había 1166 hogares con residentes, 50 vacíos y 13 eran alojamientos vacacionales o segundas residencias.